# Google Earth
Google Earth je program koji omogućuje virtualni 3D prikaz Zemljine površine, te svemira i od 5.0 verzije i mora. Prikaz je stvoren od mnogo različitih satelitskih slika koje nisu iz stvarnog vremena, već su naknadno spojene. Odabrani dio Zemljine površine je moguće uvećavati i otkrivati i najmanje detalje. Moguće je pregledavati gradove ili prirodne znamenitosti, ovisno o stupnju izoštrenosti slike toga područja (neka se područja jasnije vide na određenom uvećanju, dok su neka zamućenija).
Zbog lakšeg pronalaska željene lokacije, u lijevom oknu prozora postoji jednostavan pretraživač. Treba samo upisati naziv mjesta, i virtualna Zemlja se počinje okretati i namještati za prikaz tražene lokacije.

## Druge korisne mogućnosti
Osim opisanog "putovanja" po virtualnoj Zemlji, postoje i dodatne informacije o pojedinim mjestima. Prikazuju se samo odabrane informacije, a to mogu biti slike s Panoramia, tekstovi s Wikipedije, istraživanja National Geographica, zatim ceste i putevi, granice (državne i regionalne), glavni i ostali gradovi, zračne luke, restorani, benzinske crpke, hoteli itd. Postoji i opcija za uključivanje 3D zgrada, a ona omogućava još realniji izgled određenog teritorija (samo neke zgrade imaju mogućnost trodimenzionalnosti). Dostupni su dodatni globusi za Mjesec i Mars, kao i alat za gledanje noćnog neba.

## Jezici
Od verzije 5.0 Google Earth je dostupan na 37 jezika (od kojih su četiri u dvije varijante):
- arapski
- bugarski
- bengalski
- katalonski
- kineski (tradicionalni)
- kineski (pojednostavljeni)
- češki
- danski
- nizozemski
- engleski (američki)
- engleski (britanski)
- filipinski
- finski
- francuski
- njemački
- grčki
- hebrejski
- hindski
- hrvatski
- mađarski
- indonezijski
- talijanski
- japanski
- korejski
- latvijski
- litvanski
- norveški
- poljski
- portugalski (Portugal)
- portugalski (Brazil)
- rumunjski
- ruski
- srpski
- slovački
- slovenski
- španjolski (Španjolska)
- španjolski (Latinska Amerika)
- švedski
- tajlandski
- turski
- ukrajinski
- vijetnamski

## Vanjske poveznice
- Google Earth Hrvatska stranica